# Eddy Bilder
Eltje Jan (Eddy) Bilder (Ermelo, 13 oktober 1964) is een Nederlands ingenieur, politicus en bestuurder. Hij is lid van het CDA. Sinds 14 januari 2011 is hij burgemeester van Zwartewaterland. Van 1 maart 2007 tot 17 juni 2010 was hij Tweede Kamerlid. Van maart 1998 tot 1 april 2007 was hij wethouder van Ermelo.

## Biografie
Bilder ging naar de havo in Ermelo en studeerde bouwkunde en bedrijfskunde aan de hts in Zwolle. Na zijn opleiding was hij werkzaam als uitvoerder in de bouw. Van 1986 tot 1988 was hij directieassistent/directiesecretaris van het familiebedrijf "Bimo Bouw" in Ermelo. Van 1988 tot 1998 was hij directeur/eigenaar van bouwbedrijf "Bilder+Vonder" in Ommen. Van 1991 tot 2011 was hij directeur van "Bilder Vastgoed". Daarnaast is hij nog directeur van onroerend goed-b.v.'s waarin het familiebezit is ondergebracht.
Bilder was in de jaren '90 voorzitter van de Beweging Christelijke Koers, een belangenvereniging binnen het CDA van orthodox-christelijke partijleden. Daarnaast was hij tussen 1992 en 1994 lid van het Dagelijks Bestuur van het CDJA waar Jack de Vries voorzitter was en Jan Kees de Jager penningmeester. Als wethouder van Ermelo was hij verantwoordelijk voor volkshuisvesting, ruimtelijke ordening en economische zaken. Tevens was hij locoburgemeester.
Bij de Tweede Kamerverkiezingen 2006 stond Bilder 44e op de kandidatenlijst van het CDA, te laag voor een plek in de Kamer. Aangezien een aantal Kamerleden van zijn partij tot het kabinet-Balkenende IV zijn toegetreden, is Bilder op 1 maart 2007 alsnog beëdigd. In 2010 stelde hij zich niet opnieuw verkiesbaar omdat hij vond dat in Den Haag te veel de "waan van de dag regeerde".
Eind 2010 werd bekend dat de gemeenteraad van Zwartewaterland Bilder heeft voorgedragen om daar burgemeester te worden, en op 14 januari 2011 is hij daar als burgemeester beëdigd. Op 14 januari 2023 begon hij zijn derde termijn. In januari 2025 kondigde hij aan in november van dat jaar te stoppen als burgemeester van Zwartewaterland. Van 2008 tot 2012 was hij voorzitter van de Christelijke Bond van Ondernemers in de Binnenvaart. Na enige tijd als bestuurslid van het Christelijk Conservatief Beraad gefunctioneerd te hebben, werd hij daar in november 2011 voorzitter van.
Verder werd Bilder onder meer voorzitter van de Stichting tot behoud Cultuurhistorisch Erfgoed van Ermelo, van de Boeldagcomité Ermelo en van de Stichting Godsvrucht en Wetenschap, bestuurslid van Christendemocraat.nl, de Mr. H.K.J. Beerninkstichting, de Bond tegen vloeken en de Stichting Behoud Kerkgebouw, redactielid van het CDA-Bestuursforum, lid van het comité van aanbeveling van de Stichting Vrienden van Israël en het Jaffa-project en voorzitter van de raad van toezicht van Het Oversticht.

## Persoonlijk
Bilder is vrijgezel en lid van de Gereformeerde Bond.
- Parlement.com: vhdf1dj5a9za